# Mitsubishi Ki-21
Mitsubishi Ki-21 (oznaczenie amerykańskie Sally, także Jane, Gwen) – japoński średni samolot bombowy z okresu II wojny światowej.

## Historia
Samolot został opracowany w 1936 roku w wytwórni Mitsubishi Jukogyo KK z przeznaczenie dla lotnictwa armii. Jego oblot został dokonany 18 grudnia 1936 roku. Samolot następnie został poddany badaniom i testom. W marcu 1938 roku rozpoczęto jego produkcję seryjną oprócz wytwórni Mitsubishi Jukogyo KK, także w wytwórni Nakajima Hikoki KK. Otrzymał wtedy oznaczenie Ki-21 I, wersja ta była produkowana do 1941 roku. Samolot budowany był w kilku odmianach różniących się uzbrojeniem obronnym.
W 1940 roku samolot otrzymał nowe silniki o większej mocy i wersja ta otrzymała oznaczenie Ki-21 II, samolot ten został wprowadzony do produkcji seryjnej w 1941 roku. Produkcja samolotu trwała do 1944 roku. Łącznie w latach 1938–1944 zbudowano 2064 samolotów Ki-21 wszystkich wersji i odmian.
W 1940 roku w wytwórni Dai Nippon Koku KK przebudowano 100 samolotów wersji Ki-21 I na samoloty transportowe i pasażerski. Tak powstały samolot został oznaczony jako MC-21 I. Jego załoga składała się z 4 osób i mógł przewozić ładunek o masie 1000 kg lub 9 pasażerów.
Wersje i odmiany samolotu, najważniejsze różnice
- Ki-21 I – wersja wyposażona w silniki Nakajima Ha-5 kai o mocy 850 KM
  - Ki-21 IA – odmiana wyposażona w 3 karabiny maszynowe Type 89 kal. 7,7 mm
  - Ki-21 IB – odmiana wyposażona w 4 karabiny maszynowe Type 89 kal. 7,7 mm
  - Ki-21 IC – odmiana wyposażona w 6 karabinów maszynowych Type 89 kal. 7,7 mm
- Ki-21 II – wersja wyposażona w silniki Mitsubishi Ha-101 o mocy 1450 KM
  - Ki-21 IIA – odmiana wyposażona w 6 karabinów maszynowych Type 89 kal. 7,7 mm
  - Ki-21 IIB – odmiana wyposażona w 5 karabinów maszynowych Type 89 kal. 7,7 mm i 1 działko lotnicze Type 1 kal. 12,7 mm
- MC-21 I – wersja transportowa i pasażerska, powstała w wyniku przebudowy samolotów Ki-21 I

## Użycie w lotnictwie
Samoloty Ki-21 wprowadzone zostały do japońskiego lotnictwa armii w 1938 roku. Od razu też skierowano je do Chin, gdzie wzięły udział w walkach. Następnie używane były w walkach na terenie Indochin. Brały również udział w walkach o Holenderskie Indie Wschodnie, później brały udział w atakach na cele w Australii. Uczestniczyły w walkach armii japońskiej do czasu kapitulacji we wrześniu 1945 roku.
W październiku 1940 roku rząd Tajlandii zamówił 9 samolotów Ki-21 IB, które zostały wybudowane w zakładach Nakajima i dostarczone do Tajlandii w grudniu 1940 roku. W lotnictwie Tajlandii otrzymały one oznaczenie Bin Thing Rabut 4 (pol. Samolot bombowy typ 4). Używano ich do końca II wojny światowej.

## Opis konstrukcji
Samolot Ki-21 był wolnonośnym średniopłatem o konstrukcji metalowej. Kabina zakryta. Podwozie klasyczne, chowane w locie.
Napęd samolotu stanowiły dwa silniki gwiazdowe, napędzające trójłopatowe śmigła o stałej prędkości obrotowej.
Samolot mógł przewozić w komorze bombowej 3 lub 4 bomby o masie 250 kg każda. Jego uzbrojenie składało się od 3 do 6 ruchomych karabinów maszynowych kal. 7,7 mm, w zależności od wersji i odmiany. W odmianie Ki-21 IIB samolot oprócz 5 karabinów maszynowych, posiadał 1 ruchome działko lotnicze kal. 12,7 mm, umieszczone w obrotowej wieżyczce.